# Karel Tammjärv
Karel Tammjärv (* 25. Mai 1989 in Tartu) ist ein ehemaliger estnischer Skilangläufer.

## Leben und Karriere
Seinen ersten internationalen Einsatz hatte Tammjärv 2007 beim Scandinavian Cup im heimischen Jõulumäe, wo er den 45. Platz über 10 Kilometer klassisch belegte. Beim Europäischen Olympischen Winter-Jugendfestival 2007 in Jaca erreichte er den 23. Platz über 7,5 Kilometer klassisch und den 30. Platz über 10 Kilometer Freistil. 2008 nahm er an den Juniorenweltmeisterschaften in Mals teil. Dort verpasste er als 38. die Finalläufe im Sprintwettbewerb und belegte den 41. Platz über 10 Kilometer klassisch. Über 20 Kilometer Freistil (Massenstart) wurde er 52. und belegte mit der estnischen Staffel den elften Platz. Im folgenden Jahr konnte er in Le Praz-de-Lys-Sommand seine Resultate deutlich steigern. Im Verfolgungswettbewerb erkämpfte er den elften Platz und wurde 15. über 15 Kilometer Freistil. Auch im Sprintwettbewerb erreichte er die Viertelfinalläufe und wurde 26. Mit der estnischen Mannschaft wurde er Sechster. Auch im Scandinavian Cup gelang es ihm mehrfach in die Punkteränge zu laufen. Sein bestes Saisonresultat war der achte Platz über 10 Kilometer Freistil in Ulricehamn. Bei der Universiade in Harbin war sein bestes Resultat der 22. Platz im Sprintwettbewerb. Diese guten Saisonresultate ermöglichten ihm seinen ersten Einsatz im Skilanglauf-Weltcup. Beim Weltcup in Lahti schied er als 58. der Qualifikation des Sprintwettbewerbs aus und wurde 82. über 15 Kilometer Freistil. Auch in der Saison 2009/10 startete Tammjärv mehrfach im Weltcup, konnte jedoch nur Plätze im hinteren Feld belegen. Beim FIS-Rennen in Albu erkämpfte er den vierten Platz hinter Johan Olsson, Andrus Veerpalu und Jaak Mae. Ende Januar 2010 startete er bei den U23-Weltmeisterschaften in Hinterzarten, wo er den 16. Platz im Sprintwettbewerb belegte. Für eine Überraschung sorgte er dann im Wettbewerb über 15 Kilometer klassisch, wo er den fünften Platz erreichen konnte. Dieses Resultat veranlasste den estnischen Skiverband, Karel Tammjärv für die Olympischen Winterspiele 2010 in Vancouver nachzunominieren. Dort belegte er über 15 Kilometer Freistil den 67. Platz. Im Verfolgungswettbewerb wurde er 46. In der Saison 2010/11 holte er mit dem 22. Platz im Sprint in Otepää seine ersten Weltcuppunkte. Dies ist auch seine bisher beste Einzelplatzierung im Weltcup. Im Februar 2011 holte er in Jõulumäe über 15 km klassisch seinen ersten Sieg im Scandinaviancup. Seine besten Platzierungen bei den Nordischen Skiweltmeisterschaften 2011 in Oslo waren der 26. Platz über 15 km klassisch und der zehnte Rang mit der Staffel. Im November 2011 kam er bei der Nordic Opening auf den 48. Platz. In der Saison 2012/13 belegte er den 27. Platz bei der Nordic Opening und den 63. Rang bei der Tour de Ski 2012/13. Bei den Nordischen Skiweltmeisterschaften 2013 im Val di Fiemme errang er den 57. Platz im Skiathlon, den 39. Platz im 50-km-Massenstartrennen und den 15. Platz mit der Staffel. In der folgenden Saison kam er bei der Nordic Opening auf den 72. Rang und bei der Tour de Ski 2013/14 auf den 44. Rang. Bei den Olympischen Winterspielen 2014 in Sotschi belegte er den 49. Platz im 50-km-Massenstartrennen, den 45. Rang über 15 km klassisch und den zehnten Platz mit der Staffel. Die Tour de Ski 2015 beendete er auf den 46. Rang. Bei den Nordischen Skiweltmeisterschaften 2015 in Falun erreichte er den 43. Platz im Skiathlon und den 16. Rang mit der Staffel. Im Februar 2017 errang er bei den Nordischen Skiweltmeisterschaften in Lahti den 58. Platz im Sprint und den 36. Platz im Skiathlon. Die Tour de Ski 2017/18 beendete er auf dem 24. Platz. Seine besten Resultate bei den  Olympischen Winterspielen 2018 in Pyeongchang waren der 22. Platz über 15 km Freistil und der 12. Rang mit der Staffel.

## Doping
Nach umfangreichen Razzien des österreichischen Bundeskriminalamts auf Grund von Ermittlungen der Schwerpunktstaatsanwaltschaft München wegen des Verdachts auf Blutdoping, wurden während der Nordischen Skiweltmeisterschaften 2019 unter anderem die beiden estländischen Athleten Tammjärv und Andreas Veerpalu verhaftet. Tammjärv gestand, seit der WM 2017 gedopt zu haben.

## Teilnahmen an Weltmeisterschaften und Olympischen Winterspielen

### Olympische Spiele
- 2010 Vancouver: 46. Platz 30 km Skiathlon, 67. Platz 15 km Freistil
- 2014 Sotschi: 10. Platz Staffel, 45. Platz 15 km klassisch, 49. Platz 50 km Freistil Massenstart
- 2018 Pyeongchang: 12. Platz Staffel, 17. Platz Teamsprint Freistil, 22. Platz 15 km Freistil, 32. Platz 30 km Skiathlon, 52. Platz Sprint klassisch

### Nordische Skiweltmeisterschaften
- 2011 Oslo: 10. Platz Staffel, 26. Platz 15 km klassisch, 38. Platz 30 km Skiathlon, 49. Platz 50 km Freistil Massenstart
- 2013 Val di Fiemme: 15. Platz Staffel, 39. Platz 50 km klassisch Massenstart, 57. Platz 30 km Skiathlon
- 2015 Falun: 16. Platz Staffel, 43. Platz 30 km Skiathlon
- 2017 Lahti: 36. Platz 30 km Skiathlon, 58. Platz Sprint Freistil

## Weltcup-Statistik
Die Tabelle zeigt die erreichten Platzierungen im Einzelnen.
- 1.–3. Platz: Anzahl der Podiumsplatzierungen
- Top 10: Anzahl der Platzierungen unter den ersten zehn
- Punkteränge: Anzahl der Platzierungen innerhalb der Punkteränge
- Starts: Anzahl gelaufener Rennen in der jeweiligen Disziplin
- Hinweis: Bei den Distanzrennen erfolgt die Einordnung gemäß FIS.

| Platzierung         | Distanzrennen a | Distanzrennen a | Distanzrennen a | Distanzrennen a | Distanzrennen a | Skiathlon Verfolgung | Sprint | Etappen- rennen b | Gesamt | Team   | Team    |
| Platzierung         | ≤ 5 km          | ≤ 10 km         | ≤ 15 km         | ≤ 30 km         | > 30 km         | Skiathlon Verfolgung | Sprint | Etappen- rennen b | Gesamt | Sprint | Staffel |
| ------------------- | --------------- | --------------- | --------------- | --------------- | --------------- | -------------------- | ------ | ----------------- | ------ | ------ | ------- |
| 1. Platz            |                 |                 |                 |                 |                 |                      |        |                   |        |        |         |
| 2. Platz            |                 |                 |                 |                 |                 |                      |        |                   |        |        |         |
| 3. Platz            |                 |                 |                 |                 |                 |                      |        |                   |        |        |         |
| Top 10              |                 |                 |                 |                 |                 |                      |        |                   |        |        | 1       |
| Punkteränge         |                 | 1               | 3               |                 |                 | 1                    | 1      | 2                 | 8      | 2      | 7       |
| Starts              | 6               | 8               | 42              | 5               | 3               | 25                   | 30     | 9                 | 128    | 2      | 7       |
| Stand: Karriereende |                 |                 |                 |                 |                 |                      |        |                   |        |        |         |